# Радіальна функція розподілу

Радіальна функція розподілу для рідини в моделі Ленард-Джонсової взаємодії між атомами.

Радіальна функція розподілу - функція, що описує ймовірність того, що дві частинки знаходяться на певній віддалі одна від іншої. Зазвичай радіальна функція розподілу позначається {\displaystyle g(r)}. 
Помножена на середню густину речовини, функція розподілу описує локальну густину навколо певного атома. 

## Загальна поведінка
В ідеальному газі рух окремих частинок жодним чином не скорельований, оскільки вони не взаємодіють між собою. Тому для ідеального газу радіальна функція розподілу дорівнює одиниці для будь-якого r. Для реальних газів  радіальна функція розподілу дорівнює одиниці для великих r, однак атоми реального газу не можуть зблизитися на дуже малу віддаль — починають відштовхуватися їхні електронні оболонки. Таким чином радіальна функція розподілу прямує до нуля при {\displaystyle r\rightarrow 0}. 
В рідинах радіальна функція розподілу осцилює із віддаллю, як показано на рисунку, що є свідченням ближнього порядку. Оциляції поступово затухають, і на великих віддалях радіальна функція розподілу така ж, як і для газу. 
В кристалічних твердих тілах максимуми й мінімуми в радіальній функції розподілу зберігаються на віддалях, що в тисячі разів перевищують міжатомні.

## Визначення
Експериментально відомості про радіальну функцію розподілу можна отримати з аналізу даних розсіяння рентгенівських променів та нейтронів.  
Радіальна функція розподілу просто визначається при комп'ютерному моделюванні рідин методами молекулярної динаміки. Недоліком таких методів є те, що моделювання вимагає великих затрат комп'ютерного часу і повинно проводитися при кожному значенні параметрів системи, таких як тиск та температура. Аналітичний підхід до визначення радіальної функції розподілу можливий через розв'язок рівняння Орштейна-Церніке.  